# Neolampadina
De Neolampadina zijn een superfamilie van zee-egels (Echinoidea) uit de orde Cassiduloida.

## Families
- Neolampadidae Lambert, 1918
- Pliolampadidae Kier, 1962 †